# Zabikhillo Urinboev
Zabikhillo Urinboev (Moszkva vagy Oroszország, 1995. március 30. –) üzbég válogatott labdarúgó.

## Nemzeti válogatott
2018-ban debütált az üzbég válogatottban. Az üzbég válogatottban 2 mérkőzést játszott.

## Statisztika
| Üzbég válogatott | Üzbég válogatott | Üzbég válogatott |
| Időszak          | Mérk.            | gól              |
| ---------------- | ---------------- | ---------------- |
| 2018             | 2                | 0                |
| Összesen         | 2                | 0                |